# 連合 (新城市)
連合（れんごう）は、愛知県新城市の地名。

## 地理

### 河川・池沼
- 豊川

### 交通
- 愛知県道32号長篠東栄線
- 愛知県道389号富栄設楽線
- 愛知県道435号作手保永海老線

### 施設
- 真菰集会所
- 須山聖観世音菩薩堂

### 字一覧
- 市代（いちじろ）[WEB 6]
- 一色平（いつしきだいら）[WEB 6]
- 一本杉（いつぽんすぎ）[WEB 6]
- 稲目（いなめ）[WEB 6]
- ウシロ（うしろ）[WEB 6]
- 扇平（おうぎだいら）[WEB 6]
- 大河（おおかわ）[WEB 6]
- 大木和田（おおきわだ）[WEB 6]
- 大木和田甲（おおきわだこう）[WEB 6]
- 大洞（おおぼら）[WEB 6]
- 奥貝津（おくがいつ）[WEB 6]
- 落合（おちあい）[WEB 6]
- カミ（かみ）[WEB 6]
- 川バタ（かわばた）[WEB 6]
- 栗ノ木（くりのき）[WEB 6]
- 境場（けいば）[WEB 6]
- 荒神場（こうじんば）[WEB 6]
- 小別当（こべつとう）[WEB 6]
- 西工沢（さいくざわ）[WEB 6]
- 坂口（さかぐち）[WEB 6]
- サガ（さが）[WEB 6]
- 笹（ささ）[WEB 6]
- 竹桑田（たけくわだ）[WEB 6]
- 溜水（たまりみず）[WEB 6]
- 辻仲（つじなか）[WEB 6]
- 椿代（つばきじろ）[WEB 6]
- 峠（とうげ）[WEB 6]
- 栃久保（とちくぼ）[WEB 6]
- 鳥下（とりした）[WEB 6]
- 仲貝津（なかがいつ）[WEB 6]
- 仲曽根（なかそね）[WEB 6]
- 仲田（なかだ）[WEB 6]
- 中根（なかね）[WEB 6]
- 西貝津（にしがいつ）[WEB 6]
- 登り立（のぼりだち）[WEB 6]
- 羽舞場（はまいば）[WEB 6]
- 半沢（はんざわ）[WEB 6]
- 東前（ひがしまえ）[WEB 6]
- 百田（ひやくだ）[WEB 6]
- 平戸屋（ひらどや）[WEB 6]
- 方瀬（ほうぜ）[WEB 6]
- 前ノ山（まえのやま）[WEB 6]
- 真菰（まこも）[WEB 6]
- 道下（みちした）[WEB 6]
- 南椿代（みなみつばきじろ）[WEB 6]
- 南前（みなみまえ）[WEB 6]
- 宮ノ入（みやのいり）[WEB 6]
- 向貝津（むかいがいつ）[WEB 6]
- 向山（むかいやま）[WEB 6]
- 向川バタ（むこうかわばた）[WEB 6]
- 横手（よこて）[WEB 6]
- 横手貝津（よこてがいつ）[WEB 6]
- ヨラキ（よらき）[WEB 6]

## 歴史

### 地名の由来
1878年（明治11年）の合併時に4か村が連合（合併）したことによるという。

### 沿革
- 1878年（明治11年） - 南設楽郡方瀬村・真菰村・小野村・須山村の合併により、同郡連合村が成立[1]。
- 1889年（明治22年） - 南設楽郡海老村大字連合となる[1]。
- 1894年（明治27年） - 南設楽郡海老町大字連合となる[1]。
- 1956年（昭和31年） - 南設楽郡鳳来町大字連合となる[1]。
- 2005年（平成17年）10月1日 - 南設楽郡鳳来町連合は合併に伴い、新城市連合となる[WEB 7]。

### 人口の変遷
国勢調査による人口および世帯数の推移。
| 1995年（平成7年）  | 62世帯 217人 |  |
| 2000年（平成12年） | 58世帯 198人 |  |
| 2005年（平成17年） | 55世帯 169人 |  |
| 2010年（平成22年） | 54世帯 157人 |  |
| 2015年（平成27年） | 51世帯 131人 |  |
| 2020年（令和2年）  | 34世帯 82人  |  |

### WEB
1. ↑  “愛知県新城市の町丁・字一覧”.   人口統計ラボ. 2024年4月28日閲覧。
2. 1 2  総務省統計局 (2022年2月10日). “令和2年国勢調査の調査結果(e-Stat) - 男女別人口，外国人人口及び世帯数－町丁・字等” (CSV). 2023年8月2日閲覧。
3. ↑  “読み仮名データの促音・拗音を小書きで表記するもの(zip形式) 愛知県” (zip).   日本郵便 (2024年2月29日). 2024年3月26日閲覧。
4. ↑  “市外局番の一覧” (PDF).   総務省 (2022年3月1日). 2022年3月22日閲覧。
5. ↑  “ナンバープレートについて”.   一般社団法人愛知県自動車会議所. 2024年1月21日閲覧。
6. 1 2 3 4 5 6 7 8 9 10 11 12 13 14 15 16 17 18 19 20 21 22 23 24 25 26 27 28 29 30 31 32 33 34 35 36 37 38 39 40 41 42 43 44 45 46 47 48 49 50 51 52 53  “愛知県新城市連合の住所一覧”.   ゼンリン. 2025年7月30日閲覧。
7. ↑  “愛知県新城市の郵便番号一覧”.   日本郵便. 2024年5月2日閲覧。
8. ↑  総務省統計局 (2014年3月28日). “平成7年国勢調査の調査結果(e-Stat) - 男女別人口及び世帯数 －町丁・字等” (CSV). 2021年7月20日閲覧。
9. ↑  総務省統計局 (2014年5月30日). “平成12年国勢調査の調査結果(e-Stat) - 男女別人口及び世帯数 －町丁・字等” (CSV). 2021年7月20日閲覧。
10. ↑  総務省統計局 (2014年6月27日). “平成17年国勢調査の調査結果(e-Stat) - 男女別人口及び世帯数 －町丁・字等” (CSV). 2021年7月21日閲覧。
11. ↑  総務省統計局 (2012年1月20日). “平成22年国勢調査の調査結果(e-Stat) - 男女別人口及び世帯数 －町丁・字等” (CSV). 2021年7月21日閲覧。
12. ↑  総務省統計局 (2017年1月27日). “平成27年国勢調査の調査結果(e-Stat) - 男女別人口及び世帯数 －町丁・字等” (CSV). 2021年7月21日閲覧。

### 書籍
1. 1 2 3 4 5  「角川日本地名大辞典」編纂委員会 1989, p. 1414.